# Macht & Ehre
Macht & Ehre ist eine deutsche Rechtsrock-Band, die insbesondere durch ihre nationalsozialistischen und volksverhetzenden Texte in der rechtsextremen Szene bekannt wurde.

## Bandgeschichte
Macht & Ehre wurde 1991 in der Berliner Justizvollzugsanstalt Plötzensee von dem Sänger Stephan Jones gegründet. Jones war bereits vorher in der rechtsextremen Skinhead-Szene aktiv und brachte das offen neonazistische Fanzine Macht und Ehre heraus. Als Bandnamen wählte er denselben Namen, einzig das „und“ wurde durch das Et-Zeichen ersetzt. Die restlichen Mitglieder wechselten oft, eine einheitliche Besetzung wurde bisher nicht gefunden.
Nach drei Demos erschien 1996 ihr Debütalbum NSDAP auf dem rechtsextremen, dänischen Label NS-Records, das eng mit Blood & Honour Dänemark zusammenarbeitete. Auf dem Cover sind ein Hakenkreuz, zwei SS-Runen und Heinrich Himmler abgebildet. Im gleichen Jahr erschien eine Split-CD mit der australischen Neonazi-Band Kommando unter dem Titel Nigger Out.
1997 erschien das zweite Album Herrenrasse. Macht & Ehre wurde 1998 auf Eis gelegt und ging in der Band Schwarzer Orden auf. Diese gilt in der Szene als gemäßigter. Alle Tonträger wurden über diverse Plattenfirmen immer wieder neu aufgelegt.
2003 erschien das Album Schwarzer Orden, seitdem existieren beide Bands nebeneinander. 2004 erschienen nach längerer Zeit wieder einige Splitalben: Hass schürender Lärm (mit Division Germania) und Tribute to Freikorps (mit Division Germania und Sleipnir). Im Folgejahr 2005 veröffentlichte die Band das vierte Album Mit uns ist der Sieg, welches musikalisch den Stil von Hass schürender Lärm weiterführte. 2007 erschien das Splitalbum Hass schürender Lärm II (mit Die Barbaren und Aryan Brotherhood). Die Lieder auf Hass schürender Lärm II sind wesentlich härter und schneller als die bisherigen veröffentlichten Lieder. 2009 erschien das fünfte und letzte Album der Band: Europa Erwache! Auch auf diesem Album wurde der Stil des Splitalbums fortgesetzt, denn die Lieder sind ebenfalls hart und schnell, wie schon auf Hass schürender Lärm II. 2013 erschien eine Best of CD. Sie enthält alle nicht indizierten Musikstücke der Band sowie einige nicht veröffentlichte Aufnahmen aus dem Jahre 2009. 2015 erschien die bis dato letzte Split-CD Hass schürender Lärm III mit der Band Sturmkommando.

## Rezeption
Die beiden ersten Alben der Band, sowie die Demotapes enthalten offen nationalsozialistische, antisemitische und menschenverachtende Textstellen. Beide Alben wurden in Deutschland beschlagnahmt und unterliegen einem Verbot. Die restlichen Alben und auch die Demos bis 2004 sind indiziert. Diverse Publikationen des Bundesamtes für Verfassungsschutz und der Bundeszentrale für politische Bildung weisen auf Textstellen wie „Jude, ab in den Ofen…“ und „Gegrilltes Fleisch“ als Belege für rechtsextreme Musik hin.

## Diskografie
- 1991: Torsten Koch (MC) (indiziert am 30. September 1994, BAnz. Nr. 186, erneut indiziert am 19. August 2019[4])
- 1992: Sturm 20 (MC) (indiziert am 29. April 1994, BAnz. Nr. 82)
- 1993: Volkssturm 93 (MC) (indiziert am 29. April 1995, BAnz. Nr. 82, erneut indiziert am 3. März 2020[5])
- 1996: NSDAP (Beschlagnahmebeschluss am 3. Februar 1997, BAnz. Nr. 60; aufgehoben am 7. Januar 1999[6])
- 1996: Gegen den Untermensch (Demos) (Kompilation, Beschlagnahmebeschluss am 14. April 1997, BAnz. Nr. 162)
- 1996: Nigger Out! (Split-CD mit Kommando) (indiziert am 31. März 1998, BAnz. Nr. 62)
- 1997: Unser Land (Single, indiziert am 21. Juli 2020)[7]
- 1997: Herrenrasse (Beschlagnahmebeschluss am 9. November 1997, BAnz. Nr. 204)
- 2003: Schwarzer Orden (indiziert am 31. März 2004, BAnz. Nr. 63)
- 2004: Hass schürender Lärm (Split-CD mit Division Germania)
- 2004: Tribute to Freikorps (Split-CD mit Division Germania und Sleipnir, indiziert am 8. Juni 2012)
- 2005: Mit uns ist der Sieg (indiziert am 8. Juni 2012)
- 2007: Hass schürender Lärm II (Split-CD mit Die Barbaren und Aryan Brotherhood, indiziert am 31. Oktober 2007, DVD indiziert am 31. Juli 2008)
- 2009: Europa erwache! (indiziert am 29. Oktober 2009)
- 2013: Best of
- 2015: Hass schürender Lärm III (Split-CD mit Sturmkommando)
- 2017: Schweigen ist Gold (indiziert[8])
- 2018: Europas Herz
- 2019: Die Fahne voran (indiziert[9])
- 2021: Wende oder Untergang (indiziert[10])
- 2022: Noch schlägt das Herz
- 2023: Hass schürender Lärm IV (Split-CD mit Amok und Xerum 525)
- 2025: Kampfmusik aus Großberlin